# 长坪乡 (重庆市)
长坪乡，是中华人民共和国重庆市万州区下辖的一个乡镇级行政单位。

## 行政区划
长坪乡下辖以下地区：
长坪社区、大树村、弹子村、中兴村和金福村。